# Rio-Andirio (cieśnina)

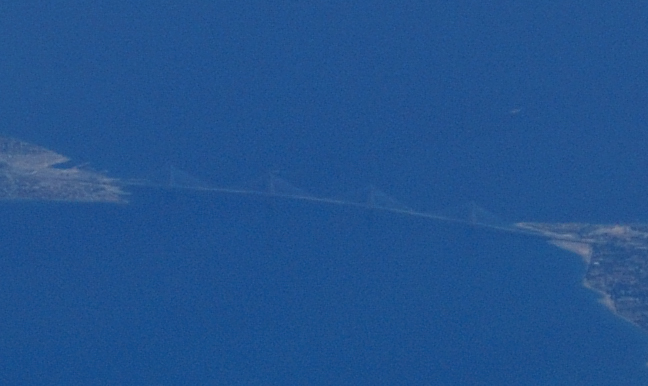
Most spinający przylądki Andirio (po lewej) i Rio (po prawej)

Rio-Andirio (gr. Στενό Ρίου-Αντιρρίου) – cieśnina w Grecji, w głębokiej, wschodniej odnodze Morza Jońskiego, pomiędzy kontynentem (północnym przylądkiem Andirio) a Peloponezem (południowym Rio). Cieśnina rozgranicza Zatokę Patraską (na zachodzie) od Zatoki Korynckiej (na wschodzie). Na obu przylądkach znajdują się miejscowości z portami i fortami – Rio i Andirio. W najwęższym miejscu cieśnina ma szerokość 1,92 km
7 sierpnia 2004 roku oddano do użytku most Rio-Andirio (długość 2,88 km), znacznie skracający podróż między kontynentem a Peloponezem.